# بندای نامکو استودیوز

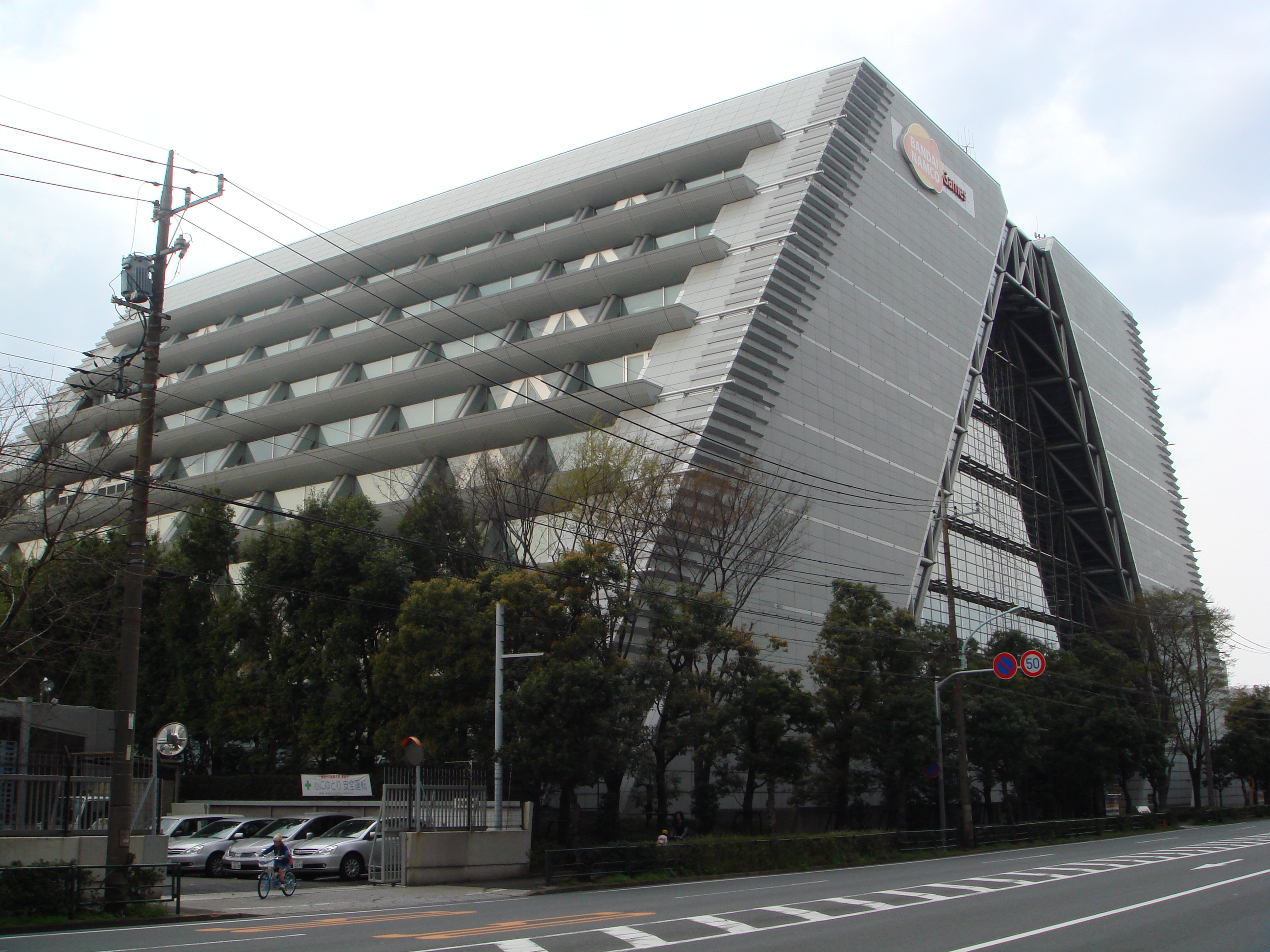
دفتر مرکزی بندای نامکو استودیوز در شیناگاوا-کو، توکیو از آوریل ۲۰۱۲ تا ۲۰۱۵. این ساختمان میزبان بندای نامکو انترتینمنت و بندای نامکو هلدینگز نیز بود.

بندای نامکو استودیوز (یا باندای نامکو) (به انگلیسی: Bandai Namco Studios Inc.) یک شرکت توسعه دهنده بازی‌های ویدیویی ژاپنی است که دفتر مرکزی آن در کوتو-کو، توکیو مستقر است. دفاتر شرکت در مالزی و سنگاپور با نام‌های استودیو مالزی بندای نامکو و استودیوهای سنگاپور بندای نامکو نیز مستقر هستند. بندای نامکو استودیوز زیرمجموعه بندای نامکو انترتینمنت است که خود زیرمجموعه ای از بندای نامکو هلدینگز است. این شرکت تحت شرکت مادر خود به عنوان کیرتسو کار می‌کند. بندای نامکو استودیوز بازی‌های ویدئویی را برای کنسول‌های خانگی، کنسول‌های دستی، دستگاه‌های تلفن همراه را تهیه می‌کند در حالی که بندای نامکو انترتینمنت مدیریت، بازاریابی و انتشار این محصولات را بر عهده دارد.
بندای نامکو استودیوز در آوریل ۲۰۱۲ به عنوان شرکت جدا و برای توسعه بازی‌های ویدیویی که ناشر آن نامکو بندای گیمز باشد، تأسیس شد. این تصمیم بر اساس تجدید ساختار شرکت مادر و نیاز به کاهش زمان توسعه و افزایش بهره‌وری گرفته شد. استودیوها بیش از ۱۰۰۰ کارمند از نامکو بندای گیمز و ۸۰ کارمند از بخش استودیوی Namco Tales جذب کردند. این شرکت در سال ۲۰۱۳ برای گسترش فعالیت‌های خود در خارج از کشور، شعبه‌هایی را در مالزی و ونکوور افتتاح کرد ولی شعبه ونکوور در سال ۲۰۱۸ بسته شد.
بندای نامکو استودیوز بر روی بسیاری از فرنچایزهای موفق بازی‌های ویدیویی از جمله تکن (Tekken)، پک-من(Pac-Man)، The Idolmaster، ایس کامبت، Tales، اسکارلت نکسز، Code Vein و سول‌کالیبر (Soul Calibur) کار کرده‌است. همان‌طور که نامکو از زمان کنسول گیم‌کیوب بازی‌هایی را برای نینتندو به عنوان ناشر توسعه داد، بندای نامکو استودیوز برخی از بازی‌های مجموعه برادران سوپر اسمش. مانند برادران سوپر اسمش. ۴ و اسپن آف‌هایی از مجموعه پوکمون را توسعه داده‌است.

## واژه‌نامه
1. ↑  Bandai Namco Studio Malaysia
2. ↑  Bandai Namco Studios Singapore